# Кузьмина, Елена Васильевна
Еле́на Васи́льевна Кузьмина́, девичья фамилия — Пши́кова (род. 20 февраля 1973, Нальчик) — российская баскетболистка. Рост — 190 см. Заслуженный мастер спорта. 27 февраля 1997 года установила рекорд чемпионатов России среди женщин по количеству очков, набранных за одну игру (набрала 52 очка в выездном матче «Уралмаша» против самарского СКА).  Участница двух Олимпиад (1996 и 2000). Лучший игрок страны 1998 года. На момент окончания своей баскетбольной карьеры - самая результативная баскетболистка в постсоветской истории УГМК.

## Биография
Воспитанница волгоградского спортинтерната. В 1992 году перешла в екатеринбургский «Уралмаш». С 1993 года выступала за сборную России, в составе которой сыграла на двух Олимпиадах, двух чемпионатах Европы, а также на чемпионате мира 1998 года. Дважды признавалась лучшим игроком «Уралмаша» по итогам сезона. В сезоне 1997/98 была признана лучшей баскетболисткой страны, после чего перешла во французский «Олимпик» из Валансьена. В 2000 году перешла в московское «Динамо», в составе которого стала чемпионкой России.
Осенью 2001 года Елена вышла замуж за бизнесмена Дмитрия Кузьмина. В 2002 году у неё родилась дочь Даша. В сезоне 2002/03 Елена, уже под фамилией Кузьмина, вновь выступала за екатеринбургский УГМК (бывший «Уралмаш»), став в его составе чемпионкой России и Евролиги, но уже не являясь игроком стартового состава. В 2003 году, по окончании сезона, Елена покинула УГМК из-за разногласий с тренером. После этого она завершила карьеру баскетболистки, сосредоточившись на воспитании дочери.
После окончания карьеры игрока работает тренером в ДЮСШ «УГМК-Юниор».

## Достижения
- Серебряный призёр чемпионата мира (1998).
- Чемпионка Евролиги (2003).
- Двукратная чемпионка России (2001, 2003).
- Серебряный призёр чемпионата России (1997).
- Бронзовый призёр чемпионата России (1994, 1996, 1998).
- Серебряный призёр чемпионата Франции (1999, 2000).
- Чемпионка Европы среди девушек (1992)[3].
- Серебряный призёр чемпионата мира среди девушек (1993)[3].